# Банківський вихідний
Банківський вихідний день (англ. Bank holiday) — національне державне свято у Сполученому Королівстві, Республіці Ірландія та в інших володіннях Великої Британії. У Сполученому Королівстві цей термін відноситься до всіх державних свят, незалежно від того, чи вони встановлені законом, оголошені королівською прокламацією або проводяться конвенцією відповідно до загального права.